# Saha-gu
Saha là một khu trực thuộc thành phố Busan, Hàn Quốc. Khu này có diện tích 40,89 km² với dân số khoảng 375.000 người. Saha trở thành một khu của Busan vào năm 1983.